# Verrucaria macrostoma
Verrucaria macrostoma är en lavart som beskrevs av Dufour ex DC. Verrucaria macrostoma ingår i släktet Verrucaria och familjen Verrucariaceae.  Arten är reproducerande i Sverige. Inga underarter finns listade i Catalogue of Life.